# Penzance
Penzance er en mindre by beliggende i på sydkysten af Cornwall, England ved den engelske kanal i Mount's Bay, ca. 20 km fra Land's End.
Penzances hoveddindtægter kommer fra let industri, fiskeri og turisme. Der er færgerute fra byens havn til Scillyøerne.